# 62.ª Brigada Mixta (Ejército Popular de la República)
La 62.ª Brigada Mixta fue una unidad del Ejército Popular de la República creada durante la Guerra Civil Española. A lo largo de la contienda llegó a operar en los frentes de Extremadura, Aragón y Cataluña.

## Historial
La unidad fue creada en diciembre de 1936 a partir de la militarización de las milicias que operaban en el frente de Cáceres, recibiendo la denominación de 62.ª Brigada Mixta. El mando de la unidad recayó en el teniente coronel Antonio Bertomeu Bisquert, con Emilio Pascual Martín como comisario político. como comisario. Una vez finalizado el periodo de instrucción el mando pasó al mayor de milicias Orencio Labrador Maza. Pasó a quedar encuadrada en la Agrupación «Tajo-Extremadura».
En abril de 1937 la 62.ª BM intervino en un fallido ataque sobre Oropesa, sin volver a tomar parte en otras operaciones militares de relevancia. Con posterioridad pasaría a quedar agregada a la 36.ª División. También estuvo asignada brevemente a la 29.ª División. En marzo de 1938 fue enviada al frente de Aragón, como refuerzo ante la ofensiva franquista que se había desencadenado en este frente. Quedó agregada a la recién creada división «Extremadura», si bien una vez llegó al sector de Caspe-Chiprana hubo de retirarse junto al resto de unidades republicanas. Tras cruzar el río Ebro por Tortosa, el 4 de abril, se dirigió al sector de Tremp, llegando a combatir en Barbastro para luego volver a retirarse a Tremp. Posteriormente quedaría agregada a la 31.ª División del X Cuerpo de Ejército. Uno de los batallones de la brigada llegó a tomar parte en la batalla del Ebro.
No se tiene constancia de su actuación durante la campaña de Cataluña.

## Mandos
Comandantes
- Teniente coronel Antonio Bertomeu Bisquert;
- Mayor de milicias Orencio Labrador Maza;[7]
- Mayor de milicias Agustín Barrios Corredera;
- Mayor de milicias Enrique García Victorero;

Comsarios
- Emilio Pascual Martín;